# Lądek-Zdrój (gmina)
Pour les articles homonymes, voir Lądek.

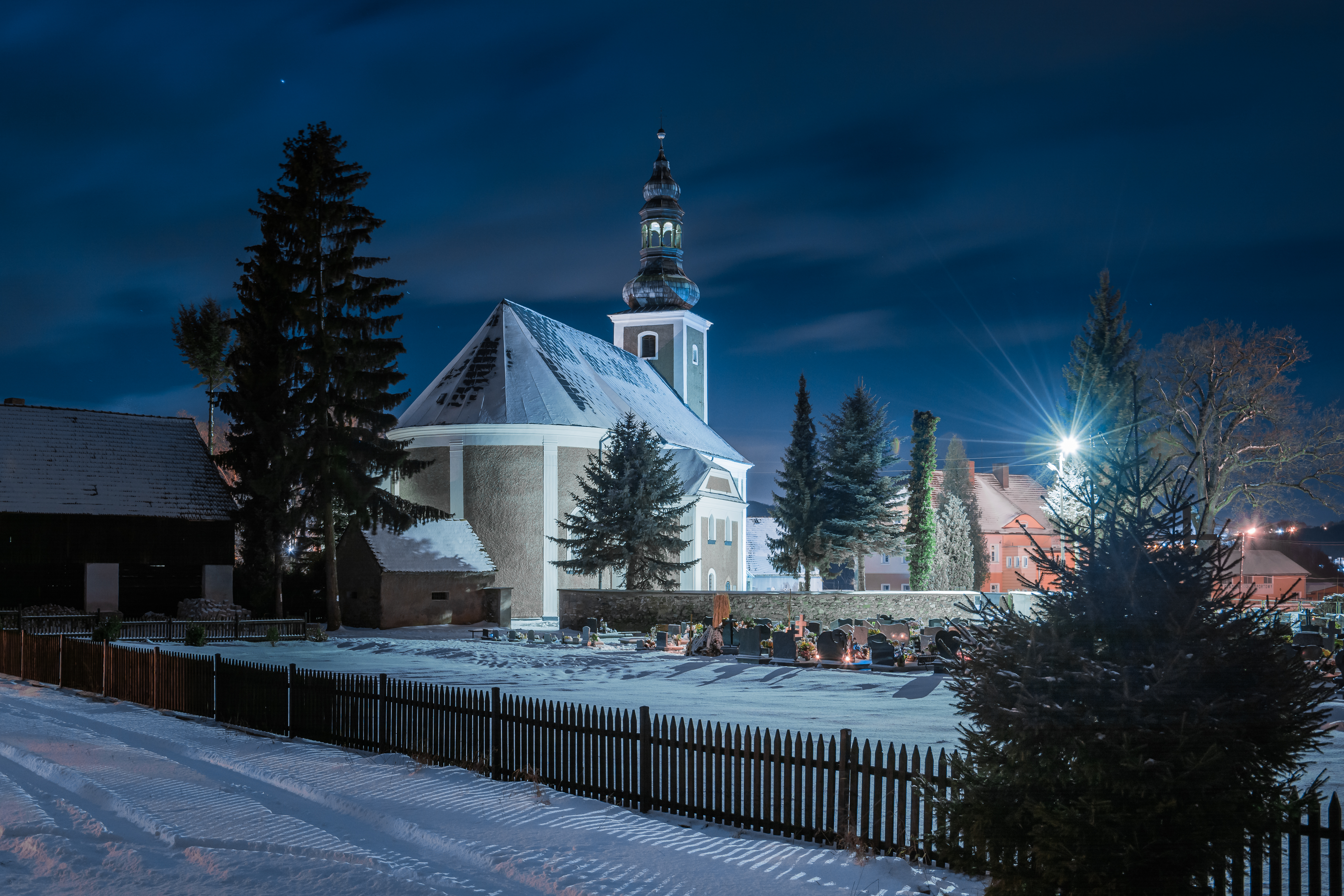
Église Saint-André à Trzebieszowice, Lądek-Zdrój (gmina). Janvier 2017.

Lądek-Zdrój est une gmina mixte du powiat de Kłodzko, Basse-Silésie, dans le sud-ouest de la Pologne. Son siège est la ville de Lądek-Zdrój, qui se situe environ 20 km au sud-est de Kłodzko, et 88 km au sud de la capitale régionale Wrocław.
La gmina couvre une superficie de 117,4 km2 pour une population de 8 781 habitants.

## Géographie
La gmina est bordée par les gminy de Bystrzyca Kłodzka, Lądek-Zdrój et Międzylesie. Elle est également frontalière de la République tchèque.